# 川勝隆之
川勝 隆之（かわかつ たかゆき、1946年3月2日 - ）は、日本の裁判官。東京都出身。東京大学卒業。横浜地方裁判所・横浜家庭裁判所川崎支部長などを経て秋田地方裁判所所長兼秋田家庭裁判所所長。2008年11月17日依願退官。横浜地方法務局所属公証人（尾上町公証役場）

## 経歴
- 1973年　司法修習生
- 1975年　横浜地裁判事補任官
- 1978年　福岡法務局訟務部付
- 1981年　法務省訟務局付
- 1984年　東京地裁判事補
- 1985年　東京地裁判事
- 1986年　千葉地家裁佐倉支部判事
- 1989年　大阪高裁判事職務代行
- 1992年　高松法務局訟務部長
- 1994年　法務局訟務局行政訟務第一課長
- 1996年　東京高裁判事
- 1998年　東京地裁部総括判事（民事4部）
- 2002年　横浜地裁部総括判事
- 2004年　横浜地家裁川崎支部長
- 2007年～2008年　秋田地家裁所長
- 2008年11月17日　依願退官

| スタブアイコン | サブスタブ | この項目は、まだ閲覧者の調べものの参照としては役立たない、人物に関連した書きかけの項目です。この項目を加筆・訂正などしてくださる協力者を求めています（P:人物伝/PJ:人物伝）。 |